# Chromalizus basilewskyi
Chromalizus basilewskyi is een keversoort uit de familie van de boktorren (Cerambycidae). De wetenschappelijke naam van de soort werd voor het eerst geldig gepubliceerd in 1974 door Fuchs.